# Йоахім Прусський
Принц Йоахім Франц Гумберт Прусський (нім. Joachim Franz Humbert Prinz von Preußen; 17 грудня 1890, Потсдам — 18 липня 1920, Потсдам) — німецький офіцер, гауптман Прусської армії.

## Біографія
Молодший (шостий) син німецького імператора Вільгельма II і Августи Вікторії. Як і всі прусські принци, навчався в Плені. Учасник Першої світової війни, офіцер 14-го гусарського полку. Учасник Першої мазурської битви, в ході якої був поранений.
Переїхав до Швейцарії незабаром після закінчення війни. Покладав надії на Каппський заколот, сподіваючись в разі успіху на відновлення монархії. Під час ірландського Пасхального повстання ряд вождів повстанців пропонували його кандидатуру на ірландський престол (хоча повстанням була проголошена республіка). Теоретик українського монархізму В'ячеслав Липинський в своїх теоріях висував Йоахіма як можливого претендента на український престол.
Застрелився через сімейні невдачі і загибель монархії. На похороні були присутні Пауль фон Гінденбург і Еріх Людендорф. Похований в античному храмі в парку Сан-Сусі в Потсдамі.

## Сім'я
11 березня 1916 року одружився з принцесою Марією Августою Ангальтською. В пари народився син Карл Франц, названий на честь померлого в тому ж році австрійського імператора Франца Йозефа, в свою чергу батько принца Франца Вільгельма Прусського.

## Нагороди[3]
- Столітня медаль
- Орден Чорного орла з ланцюгом
- Орден Червоного орла, великий хрест з короною
- Орден Корони (Пруссія) 1-го класу
- Королівський орден дому Гогенцоллернів, великий командорський хрест
- Князівський орден дому Гогенцоллернів, почесний хрест 1-го класу
- Королівський Вікторіанський орден, почесний великий хрест (Британська імперія; 1 липня 1904)[4]
- Пам'ятний знак Срібного весіння 1906
- Королівський угорський орден Святого Стефана, великий хрест (Австро-Угорщина; 1911)
- Орден Вюртемберзької корони, великий хрест
- Орден «Османіє» 1-го класу з діамантами (Османська імперія)[5]
- Орден Нідерландського лева, великий хрест[5]
- Орден Вірності (Баден), великий хрест (1909)
- Орден Бертольда I, великий хрест (1909)
- Орден Святого Губерта
- Орден Генріха Лева, великий хрест
- Орден Альберта Ведмедя, великий хрест
- Орден Людвіга (Гессен), великий хрест
- Орден Вендської корони, великий хрест із золотою короною
- Орден Заслуг герцога Петра-Фрідріха-Людвіга, великий хрест із золотим ланцюгом і короною
- Орден Рутової корони
- Орден Зірки Румунії, великий хрест
- Орден Серафимів (Швеція)
- Залізний хрест 2-го і 1-го класу
- Хрест Фрідріха
- Хрест «За військові заслуги» (Брауншвейг)
- Ганзейський Хрест (Любек)
- Хрест «За військові заслуги» (Мекленбург-Шверін) 1-го класу
- Хрест «За військові заслуги» (Ройсс)
- Хрест «За заслуги у війні» (Саксен-Мейнінген)
- Орден Альберта (Саксонія), лицарський хрест 1-го класу з короною і мечами
- Нагрудний знак «За поранення» в чорному

## Галерея

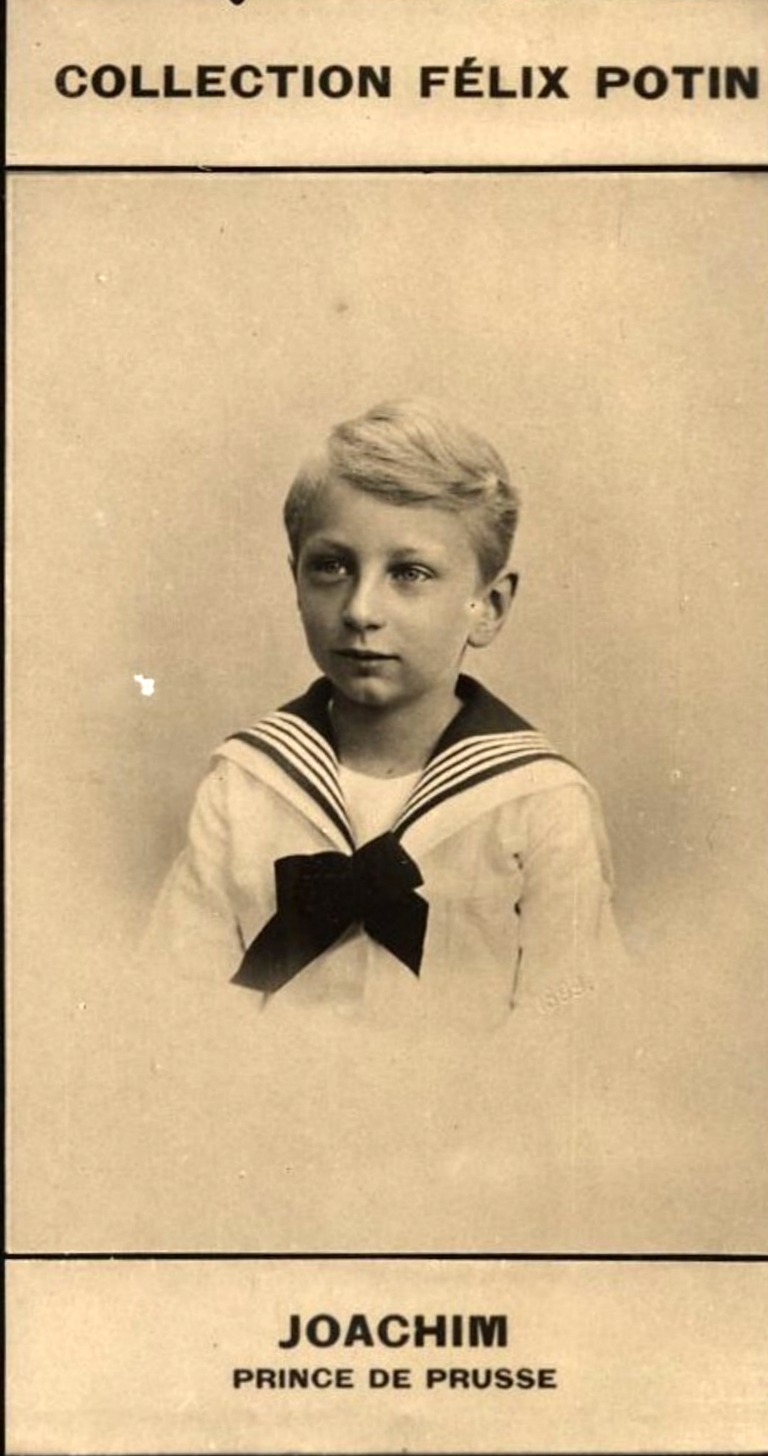
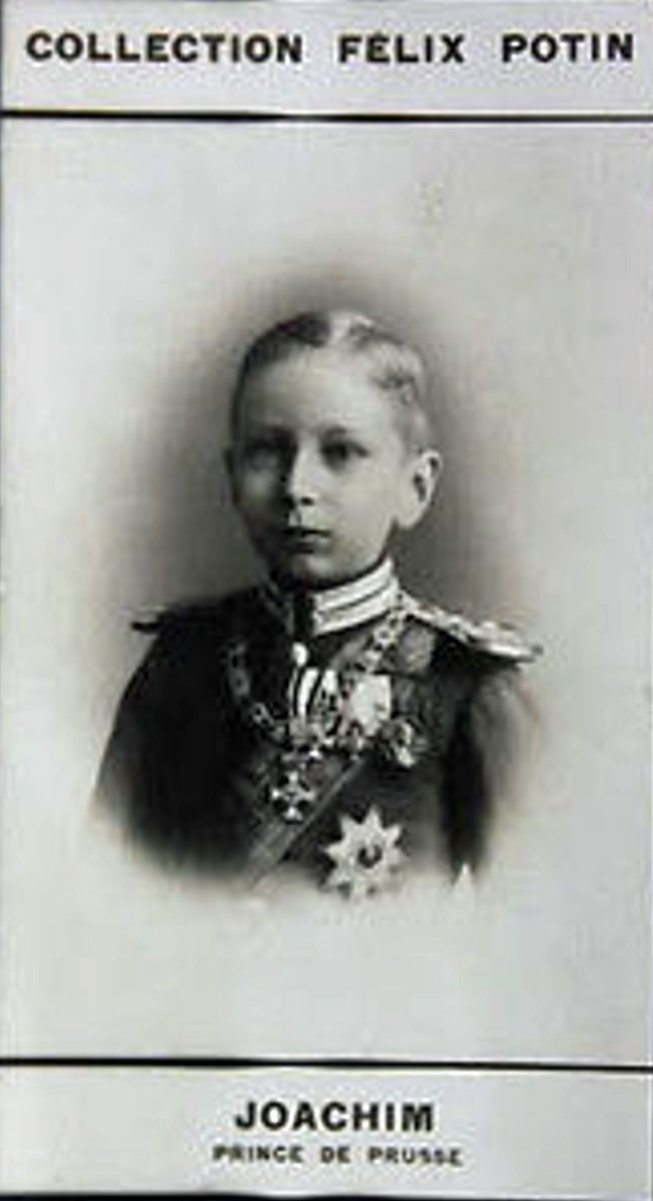
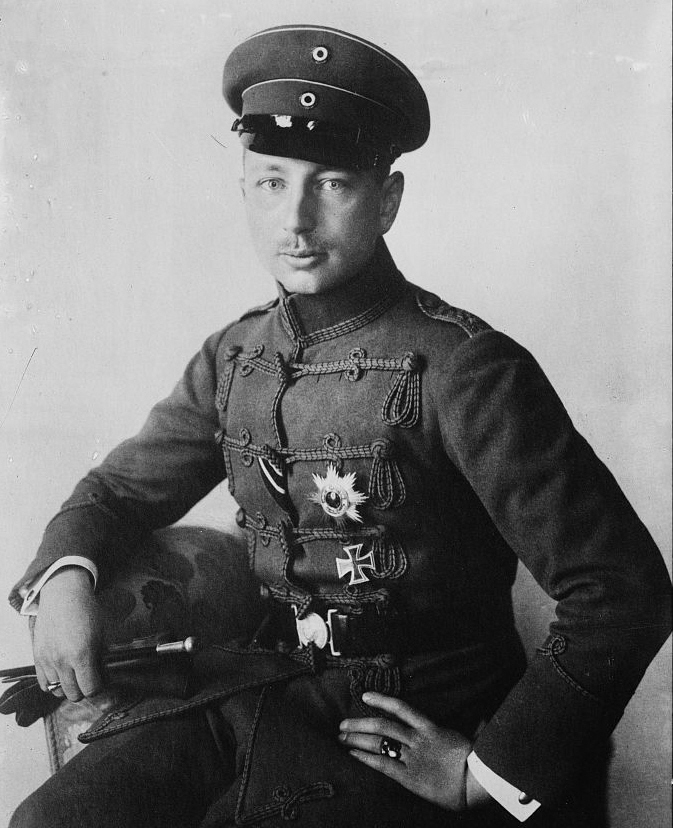
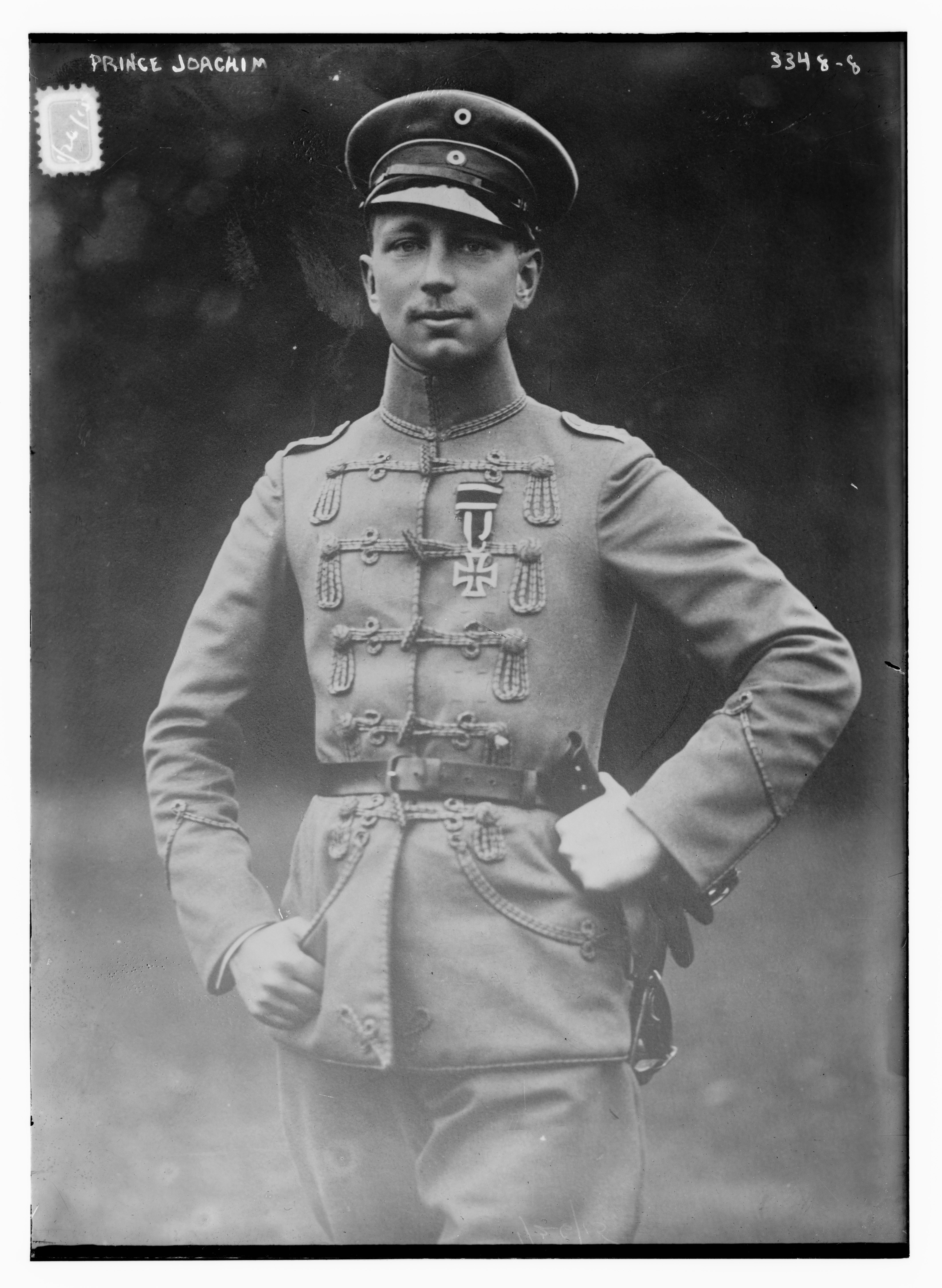
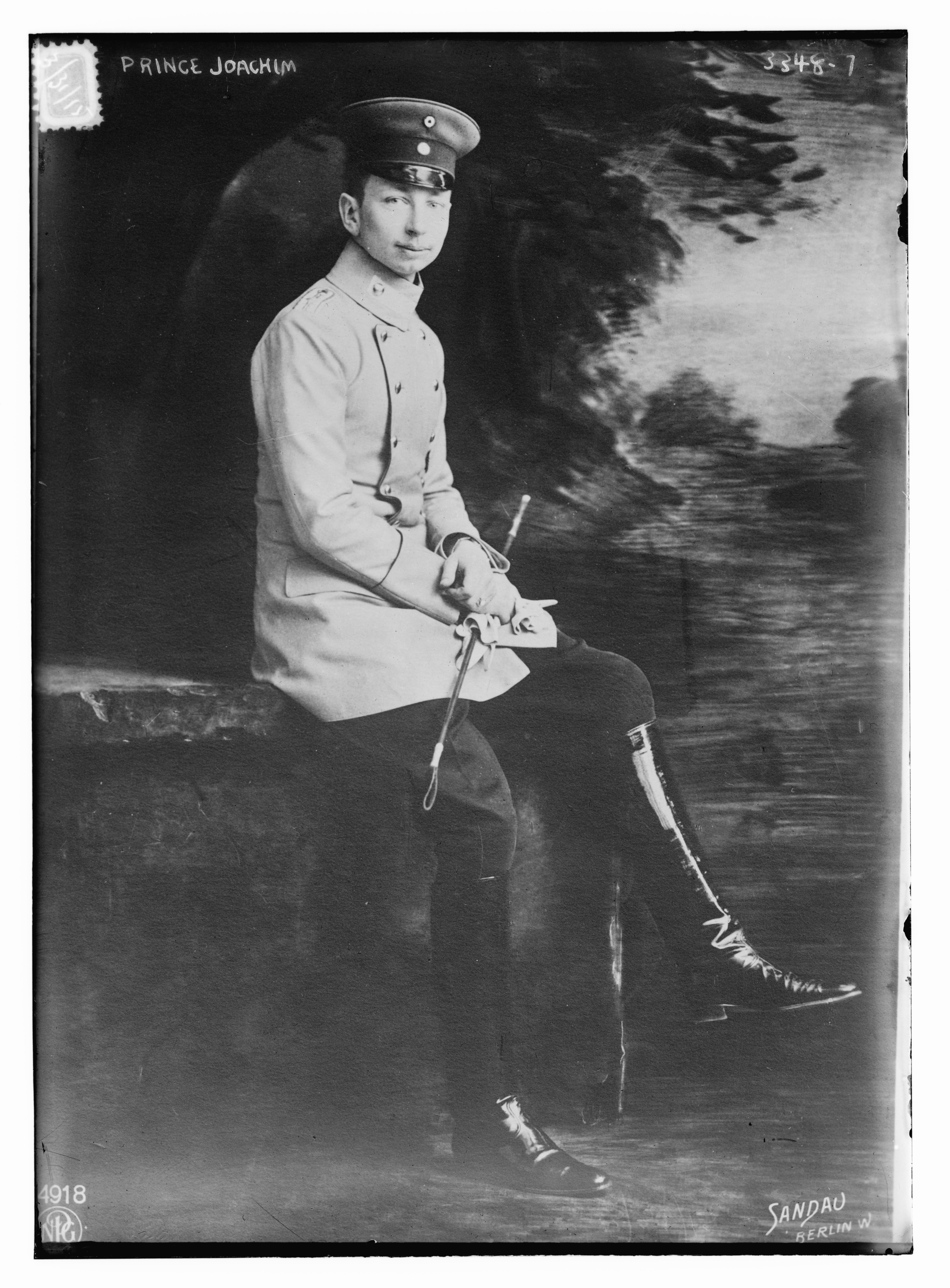
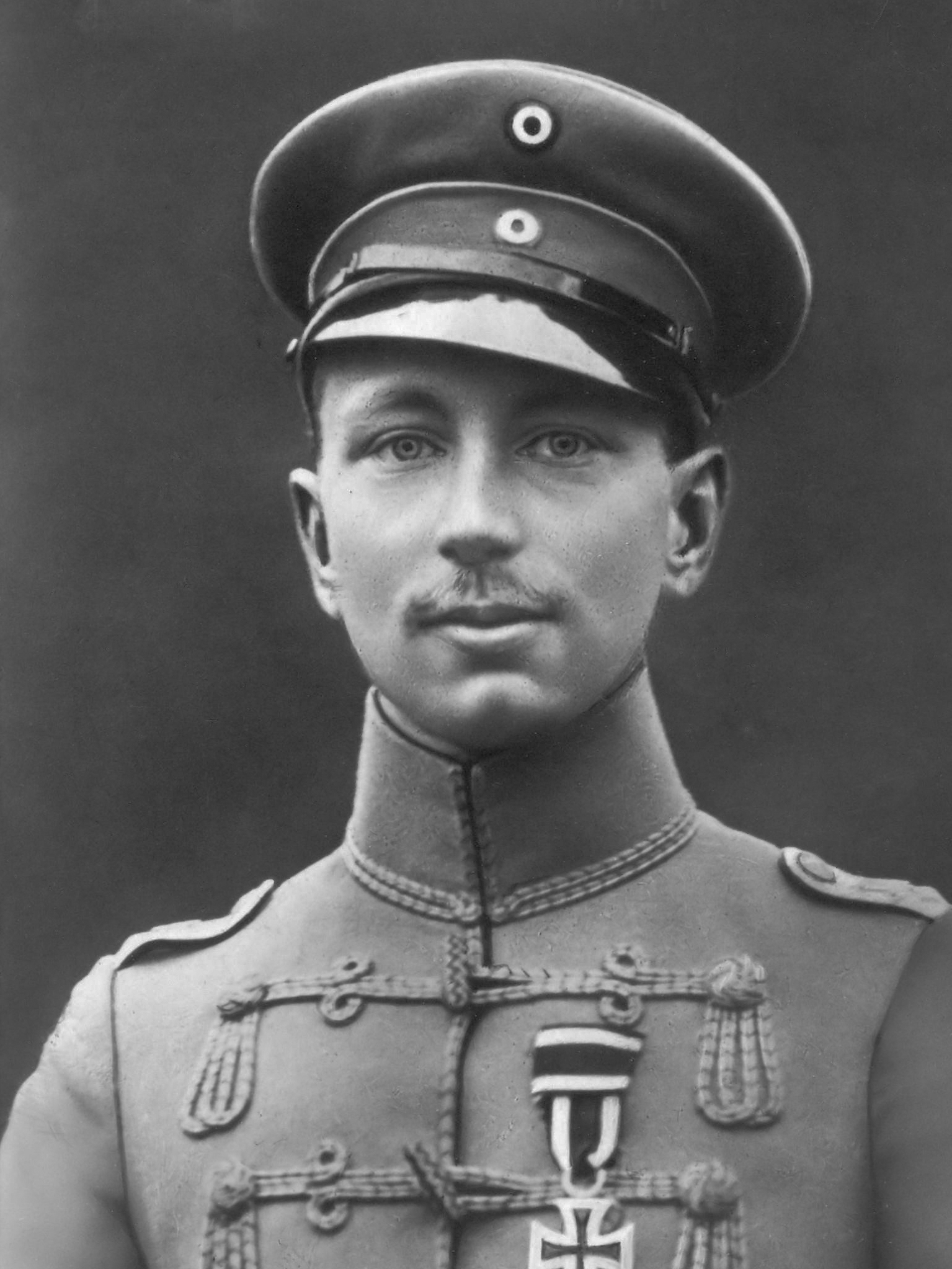
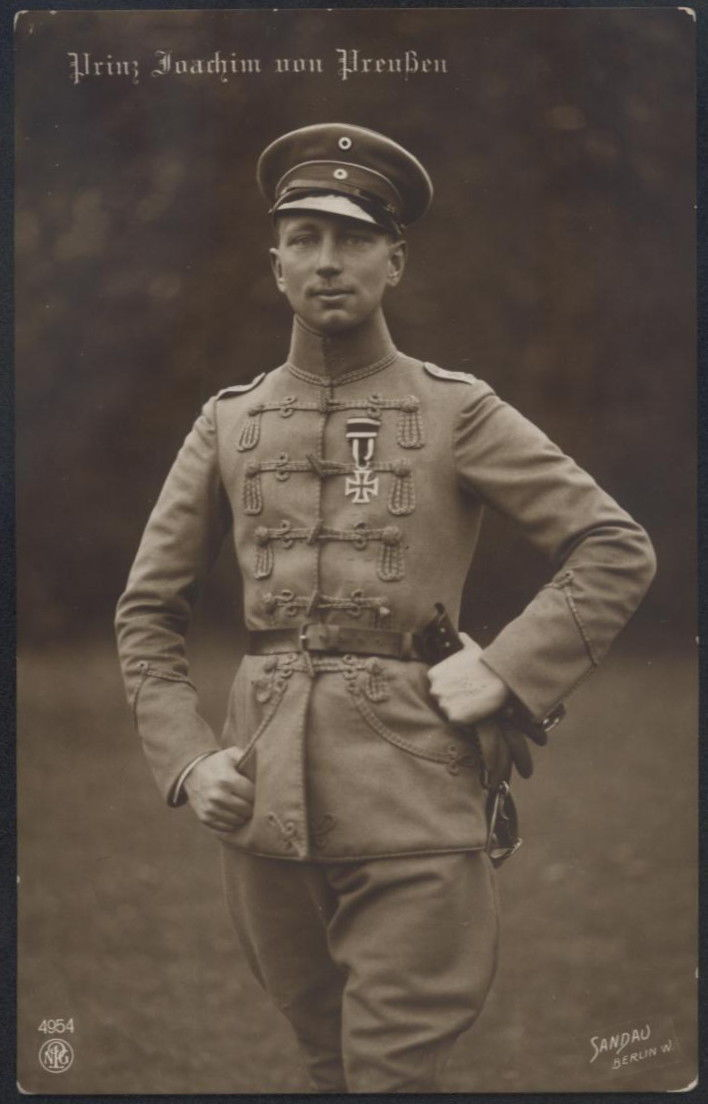